# Sergei Sergejewitsch Ridsik
Sergei Sergejewitsch Ridsik (russ. Сергей Сергеевич Ридзик; * 25. Oktober 1992 in Montschegorsk) ist ein russischer Freestyle-Skier. Er startet in der Disziplin Skicross.

## Werdegang
Ridsik war zunächst ein alpiner Skirennläufer. Er nahm ab Dezember 2007 an FIS-Rennen und nationalen Meisterschaften teil, vor allem in den Disziplinen Slalom und Riesenslalom. Nennenswerte Erfolge blieben jedoch aus, weshalb er im April 2011 letztmals ein alpines Skirennen bestritt. Ab Februar 2012 startete Ridsik als Skicrosser im Europacup, wobei er einen Monat später erstmals in die Punkteränge fuhr. Bei den Juniorenweltmeisterschaften 2012 und 2013 in Chiesa in Valmalenco belegte er jeweils den siebten Platz. Sein erstes Weltcuprennen absolvierte er am 19. Februar 2013 in Sotschi und beendete es auf dem 36. Rang. Weltcuppunkte holte er zum ersten Mal am 15. Dezember 2013 mit Platz 27 in Val Thorens.
In der Saison 2014/15 gelang Ridsik eine markante Leistungssteigerung. Im Weltcup fuhr er dreimal unter die besten zehn, darunter zwei zweite Plätze am 6. und 7. Februar 2015 in Arosa. In der Disziplinenwertung ergab dies den zehnten Rang. Beim Saisonhöhepunkt, den Weltmeisterschaften 2015 am Kreischberg, fuhr er auf Platz 15. In der Weltcupsaison 2015/16 konnte er nicht das Niveau des Vorwinters halten. Bestes Ergebnis war ein sechster Platz, ebenso in der darauf folgenden Saison 2016/17. Nachdem die Saison 2017/18 eher mäßig begonnen hatte, holte Ridsik am 15. Dezember 2017 im Montafon seinen ersten Weltcupsieg. Bei den Olympischen Winterspielen 2018 in Pyeongchang gewann er die Bronzemedaille.

## Erfolge

### Olympische Spiele
- Pyeongchang 2018: 3. Skicross

### Weltmeisterschaften
- Kreischberg 2015: 15. Skicross

### Weltcupwertungen
| Saison  | Gesamt | Gesamt | Skicross | Skicross |
| Saison  | Platz  | Punkte | Platz    | Punkte   |
| ------- | ------ | ------ | -------- | -------- |
| 2013/14 | 287.   | 0      | 55.      | 5        |
| 2014/15 | 38.    | 25     | 10.      | 275      |
| 2015/16 | 101.   | 12,33  | 25.      | 148      |
| 2016/17 | 179.   | 4,93   | 37.      | 69       |
| 2017/18 | 27.    | 32,50  | 5.       | 325      |
| 2018/19 | 197.   | 2,91   | 39.      | 32       |
| 2019/20 | 185.   | 4,00   | 43.      | 44       |
| 2020/21 |        |        | 41.      | 49       |

### Weltcupsiege
Ridsik errang im Weltcup bisher 4 Podestplätze, davon 2 Siege:
| Datum             | Ort           | Land       |
| ----------------- | ------------- | ---------- |
| 15. Dezember 2017 | Montafon      | Österreich |
| 27. November 2021 | Secret Garden | China      |

### Juniorenweltmeisterschaften
- Chiesa in Valmalenco 2012: 7. Skicross
- Chiesa in Valmalenco 2013: 7. Skicross

### Weitere Erfolge
- 2 Podestplätze im South American Cup, davon 1 Sieg